# Ebba Björkman
Ebba Fredrika Björkman, född 17 juli 1907 i Karlskrona, död 27 februari 1990 i Malmö, var en svensk konstnär.
Björkman var som konstnär autodidakt och bedrev självstudier under resor till de nordiska länderna och Frankrike. Hennes konst består av stilleben och skånelandskap i en dämpad kolorit. Björkman är begravd på Sankt Pauli mellersta kyrkogård i Malmö.